# Gnidia triplinervis
Gnidia triplinervis är en tibastväxtart som beskrevs av Carl Daniel Friedrich Meisner. Gnidia triplinervis ingår i släktet Gnidia och familjen tibastväxter. Inga underarter finns listade i Catalogue of Life.